# Harpa crenata
Harpa crenata là một loài ốc biển, là động vật thân mềm chân bụng sống ở biển thuộc họ Harpidae, họ ốc đàn.